# Leticia San Martín
Leticia San Martín Rodríguez (Vitoria, 1975) es una investigadora, profesora universitaria y política española. Es profesora de la Universidad Pública de Navarra desde 2007 y desde las elecciones forales de 2023, es miembro del Parlamento de Navarra como diputada por Unión del Pueblo Navarro.

## Biografía
Leticia San Martín nació en Vitoria, capital de Álava (País Vasco), en 1975. Realizó la diplomatura de enfermería en la Universidad de Navarra. Más tarde, realizaría una maestría de gestión sanitaría en la Universidad de Montreal y se doctoraría en Enfermería por la misma institución.

## Trayectoria profesional
Desde su etapa de formación y posteriormente ya en la carrera laboral, Leticia San Martín ha publicado numerosos estudios dentro de su campo, teniendo alguno de ellos unos números de citaciones destacables.
De 2007 a 2015 fue profesora adjunta de la Universidad Pública de Navarra, en la Facultad de Ciencias de la Salud, siendo contratada como profesora de tipo 1 a partir de 2015.
Ha colaborado en bastantes proyectos de apoyo social tanto a nivel nacional como internacional.

## Trayectoria política
Al comienzo de la campaña electoral de las elecciones al Parlamento de Navarra de 2023 se dio a conocer que Leticia San Martín, en aquel momento profesora de la UPNA y vicepresidenta del Colegio de Enfermeras, estaría en la lista de UPN al Parlamento, ocupando una octava posición, por lo que presumiblemente optaría a cargo de diputada, ya que las encuestas daban a la formación regionalista un horquilla de entre 11 y 12 escaños en aquel momento. Tras la cita electoral del 28 de mayo, UPN obtuvo 15 escaños, siendo Leticia San Martín una de las personas en obtener acta de diputada. Es la portavoz de UPN de Salud.